# Кріс Джон
Йоганнес Крістіан «Кріс» Джон (англ. Yohannes Christian "Chris" John; 14 вересня 1979) — індонезійський професійний боксер, чемпіон світу за версією WBA (Super) (2004—2013) у напівлегкій вазі, другий за тривалістю чемпіонства в історії напівлегкої ваги після Джонні Кілбейна (США). Загалом переміг у 18 захистах  чемпіонського титулу 16 бійців.

## Професіональна кар'єра
1998 року дебютував на професійному рингу. Впродовж 1998—2003 років провів 33 переможних боя, завоювавши 26 вересня 2003 року в бою проти колумбійця Оскара Леона титул «тимчасового» чемпіона WBA у напівлегкій вазі. 2004 року був оголошений чемпіоном WBA World. Коли 2005 року Хуана Мануель Маркеса (Мексика) позбавили титулу чемпіона WBA, оскільки жоден промоутер не захотів запропонувати принаймні 50 000 доларів США на проведення його обов'язкового захисту проти Фахпракорба Раккіатгіма, Джона підвищили до звання регулярного чемпіона WBA. У червні 2009 року Джон був оголошений чемпіоном WBA (Super).
Впродовж 2004—2013 років Джон провів 18 успішних захистів титулу, здобувши перемоги над уславленим Хуаном Мануель Маркесом (Мексика) і до того непереможним Чонлатарном Піріяпіньйо (Таїланд), а також здобувши по перемозі і нічиїй в боях з Рікардо Хуаресом (США).
6 грудня 2013 року в поєдинку проти Сімпіве Ветьєка (ПАР) втратив титул, відмовившись від продовження бою після шостого раунду, після чого оголосив про завершення кар'єри.